# موتور اویل هلاس
موتور اویل هلاس (به یونانی: Ελλάς Διυλιστήρια Κορίνθου) شرکت نفتی یونانی است، که فعالیت‌های آن، در زمینه پالایش نفت و عرضه فرآورده‌های نفتی، متمرکز می‌باشد.
شرکت موتور اویل هلاس پس از کمپانی هلنیک پترولیوم دومین شرکت بزرگ نفتی در یونان به‌شمار می‌آید. دفتر مرکزی این شرکت در حومه آتن و در شهر ماروسی، یونان قرار دارد. بخشی از سهام آن در بازار بورس آتن معامله می‌شود.